# Šimljanik
Šimljanik falu Horvátországban Belovár-Bilogora megyében. Közigazgatásilag Berekhez tartozik.

## Fekvése
Belovártól légvonalban 26, közúton 32 km-re délre, községközpontjától légvonalban 9, közúton 16 km-re délnyugatra, a Monoszlói-hegység keleti lejtőin, a 26-os számú főút mentén fekszik.

## Története
A középkorban ez a vidék Garics várának uradalmához tartozott. A térséget 1544-ben megszállta a török. A lakosság az ország biztonságosabb területeire menekült. A mintegy száz évnyi török uralom után az elhagyatott területre a 17. századtól folyamatosan telepítették be a keresztény lakosságot. Az első telepesek 1690 körül érkeztek. Kápolnáját a 18. század első felében építették. A hívek a samaricai plébániához tartoztak. 1774-ben az első katonai felmérés térképén „Dorf Simlyenik” néven szerepel. A Horvát határőrvidék részeként a Kőrösi ezredhez tartozott. Lipszky János 1808-ban Budán kiadott repertóriumában „Simlyanik” néven találjuk.  
Nagy Lajos 1829-ben kiadott művében „Simlyenik” néven 25 házzal, 130 katolikus vallású lakossal találjuk. A település 1809 és 1813 között francia uralom alatt állt.
A katonai közigazgatás megszüntetése után Magyar Királyságon belül Horvátország része, Belovár-Kőrös vármegye Garesnicai járásának része lett. A településnek 1857-ben 185, 1910-ben 249 lakosa volt. Lakói mezőgazdaságból, állattartásból éltek. 1918-ban az új szerb-horvát-szlovén állam, majd később Jugoszlávia része lett. 1941 és 1945 között a németbarát Független Horvát Államhoz, majd a háború után a szocialista Jugoszláviához tartozott. A háború után a fiatalok elvándorlása miatt lakossága folyamatosan csökkent. 1991-től a független Horvátország része. 1991-ben csaknem teljes lakossága horvát nemzetiségű volt. A délszláv háború idején mindvégig horvát kézen maradt. 2011-ben a településnek 34 lakosa volt.

## Lakossága
| Lakosság változása | Lakosság változása | Lakosság változása | Lakosság változása | Lakosság változása | Lakosság változása | Lakosság változása | Lakosság változása | Lakosság változása | Lakosság változása | Lakosság változása | Lakosság változása | Lakosság változása | Lakosság változása | Lakosság változása | Lakosság változása |
| ------------------ | ------------------ | ------------------ | ------------------ | ------------------ | ------------------ | ------------------ | ------------------ | ------------------ | ------------------ | ------------------ | ------------------ | ------------------ | ------------------ | ------------------ | ------------------ |
| 1857               | 1869               | 1880               | 1890               | 1900               | 1910               | 1921               | 1931               | 1948               | 1953               | 1961               | 1971               | 1981               | 1991               | 2001               | 2011               |
| 185                | 192                | 147                | 183                | 234                | 249                | 271                | 275                | 319                | 294                | 249                | 170                | 115                | 79                 | 47                 | 34                 |

## Nevezetességei
Szent Simon tiszteletére szentelt római katolikus kápolnája a samaricai plébánia filiája. A kápolnát az első samaricai plébános Ivan Lemić építtette a 18. század első felében. A kápolna a falu északi végén, a Samarica felé vezető út nyugati oldalán áll. Kis méretű egyhajós épület, félköríves apszissal, mely északi irányba néz. A déli homlokzatból emelkedik ki az alacsony, piramis alakú toronysisakban végződő harangtorony.